# Фрунзару (Олт)
Фрунзару (рум. Frunzaru) насеље је у Румунији у округу Олт у општини Спранчената. Oпштина се налази на надморској висини од 57 m.

## Становништво
Према подацима из 2002. године у насељу је живело 591 становника, од којих су сви румунске националности.